# Myrddin Wyllt

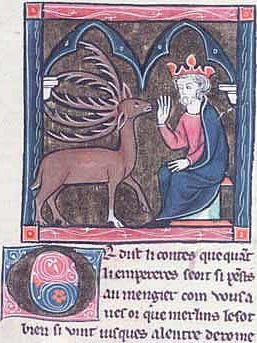
Merlin, changé en cerf, rencontre l'empereur César (manuscrit de la Suite-Vulgate, XIIIe siècle)

Myrddin Wyllt, connu également comme Myrddin Emrys, en latin Merlinus Caledonensis et Merlin Sylvestris, est un personnage de plusieurs légendes galloises médiévales, dépeint comme un prophète et un « fou ». Il est la principale source d'inspiration du personnage de Merlin, dans la légende arthurienne.

## Biographie légendaire
Vraisemblablement né aux alentours de l'an 540, Myrddin Wyllt est frappé de folie après la bataille d'Arfderydd en 573, et se réfugie dans les forêts calédoniennes (en gallois Cylidd) pour y vivre en ermite, à l'instar d'un personnage qui lui est semblable, Lailoken. Sa sœur jumelle se nomme Gwendydd, Gwenddydd ou Languoreth. Dans la Vita Merlini de Geoffroy de Monmouth, Guendoloena est le nom de son épouse, quand sa sœur est nommée Ganieda et est la femme infidèle du roi Rhydderch Hael.

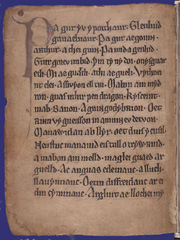
Le Livre Noir de Camarthen, source de la plupart des mythes concernant Myrddin Wyllt (milieu du XIIIe siècle)

## Dialogue de Myrddin et Taliesin
Il reste de son nom le Dialogue de Myrddin et Taliesin,(c.1050, attribution courante aux derniers cynfeirdd), pièce poétique du livre noir de Carmarthen qu'il aurait supposément écrite.
« Myrddin : Quelle tristesse avec moi, Comment le dire,
Cedfyl et Cadfan sont tombés !
Le massacre était terrible,
Les boucliers brisés et sanglant.
Taliesin : J'ai vu Maelgwn se battre -
Son cortège de guerre l'a acclamé.
Myrddin : Devant deux hommes ils se rassemblent,
Devant Erith et Gwrith sur des chevaux pâles.
Les montures brun-clair vinrent certainement.
Bientôt viendra l'hôte avec Elgan [cousin de Vortiporius selon M. Jarman].
Hélas pour sa mort, après un si grand voyage.
Taliesin : Rhys aux dents brisées, son bouclier d'une telle envergure -
Pour toi vint la bénédiction de la bataille.
Cyndur est tombé et, déplorable au-delà de toute mesure,
Des hommes d'une grande noblesse ont été tués.
Trois hommes notables, très estimés par Elgan.
Myrddin : Encore et encore, l'un après l'autre ils sont venus,
De là-bas m'est venue de la crainte pour Elgan.
Tuer Dyvel dans leur dernière bataille,
Le fils d'Erbin, avec tous ses hommes, ils l'ont fait.
Taliesin : Rapidement vinrent les hommes de Maelgwn,
guerriers prêts pour la lutte, flamboiements du champ de bataille.
Pour cette bataille, à Arderydd, ils ont cultivé
toute leur vie en entraînements.
Myrddin : Une foule de lances voleront haut, tirant du sang.
D'une armée de guerriers vigoureux-
Un hôte en fuite ; un hôte blessé-
Un hôte sanglant en retraite.
Taliesin : Les sept fils d'Eliffer, sept héros,
Ne parviendront pas à éviter sept lances de leurs sept escadrons.
Myrddin : Sept feux ardents, sept défenseurs armés.
Le septième, Cynelyn, à chaque fois au devant du front.
Taliesin : Sept lances perçantes, sept rivières de sang
De sept chefs, tombés.
Myrddin : Cent quarante princes, affolés par la bataille,
Tomberont dans la forêt de Celyddon.
Parce que moi, Myrddin, ne suis second que de Taliesin,
Que mes paroles soient entendues comme la vérité. »
« Myrtin : Mor truan genhẏf mor truan.
Aderyv. am keduyv a chaduan.
Oed llachar kyulawr kyulauan.
Oed yscuid o tryuruyd o tryuan.
Talyessin : Oed maelgun a uelun inimnan
Y teulu rac toryuulu ny thauant.
Myrtin : Rac deuur ineutur ytirran.
Rac errith. a gurrith y ar welugan.
Mein winev in diheu a dygan.
Moch guelher y niuer gan elgan.
Och oe leith maur a teith y deuthan.
Taliessin : Rys undant oet rychvant y tarian.
Hid attad y daeht rad kyulaun.
Llas kyndur tra messur y kuynan.
Llas helon o dinon tra uuan.
Tryuir. nod maur eu clod. gan. elgan.
Myrtin : Truy athrui. ruy. a ruy. y doethan.
Trav athrau imdoeth bran amelgan.
Llat dinel oe dinet. kyulauan
Ab erbin ae uerin a wnaethan.
Taliessin : Llu maelgun bu yscun y doethan.
Aer wir kad trybelidiad. guaedlan.
Neu gueith arywderit pan
Vit y deunit. o hid y wuchit y darperan.
Myrtin : Llyavs peleidrad guaedlad guadlan.
Llyaus aerwir bryv breuaul vidan.
Llyaus ban brivher. llyaus ban foher.
Llyaus ev hymchuel in eu hymvan.
Taliessin : Seith meib eliffer. Seith guir ban brouher.
Seith guaew ny ochel in eu seithran.
Myrtin : Seith tan. vuelin. Seith kad kyuerbin.
Seithued kinvelin y pop kinhuan.
Taliessin : Seith guaew gowanon. Seith loneid awon.
O guaed kinreinon y dylanuan.
Myrtin : Sieth ugein haelon. a aethan ygwllon.
Yg coed keliton. y. daruuan.
Can ys mi myrtin guydi. taliessin.
Bithaud. kyffredin. vy darogan. »